# Peter Whitehead (režisér)
Peter Lorrimer Whitehead (8. ledna 1937, Liverpool, Anglie – 10. června 2019) byl britský filmový režisér. Mimo filmů režíroval také hudební videa. Patří mezi ně například video ke skladbě „Interstellar Overdrive“ skupiny Pink Floyd, video „I'm Not Sayin'“ od Nico a několik dalších, například pro skupinu The Rolling Stones.